# Folkmanovius parallelus
Folkmanovius parallelus är en mångfotingart som beskrevs av Dobroruka 1957. Folkmanovius parallelus ingår i släktet Folkmanovius och familjen storjordkrypare.
Artens utbredningsområde är Tjeckien. Inga underarter finns listade i Catalogue of Life.